# ألكسندر كوركين
ألكسندر نيكولاييفيتش كوركين (بالروسية: Александр Николаевич Коркин)‏ هو عالم رياضيات روسي مختص في المعادلات التفاضلية ويأتي في المرتبة الثانية بعد تشيبيشيف بين مؤسسي مدرسة سانت بطرسبرغ للرياضيات.